# Kanada na Zimních olympijských hrách 1980
Kanada se účastnila Zimní olympiády 1980. Zastupovalo ji 59 sportovců (41 mužů a 18 žen) v 8 sportech.

## Medailisté
| Medaile | Jméno           | Sport           | Soutěž      |
| ------- | --------------- | --------------- | ----------- |
| Stříbro | Gaétan Boucher  | Rychlobruslení  | Muži 1000 m |
| Bronz   | Steve Podborski | Alpské lyžování | Muži sjezd  |